# Närs distrikt
Närs distrikt är ett distrikt i Gotlands kommun och Gotlands län. 
Distriktet ligger på sydöstra delen av Gotland.

## Tidigare administrativ tillhörighet
Distriktet inrättades 2016 och utgörs av socknen När.
Området motsvarar den omfattning församlingen När hade vid årsskiftet 1999/2000.

## Bilder

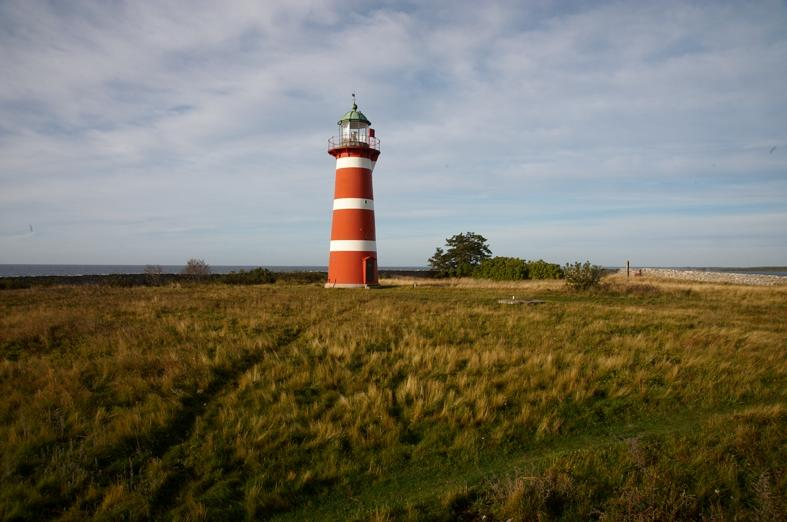
Närs fyr.
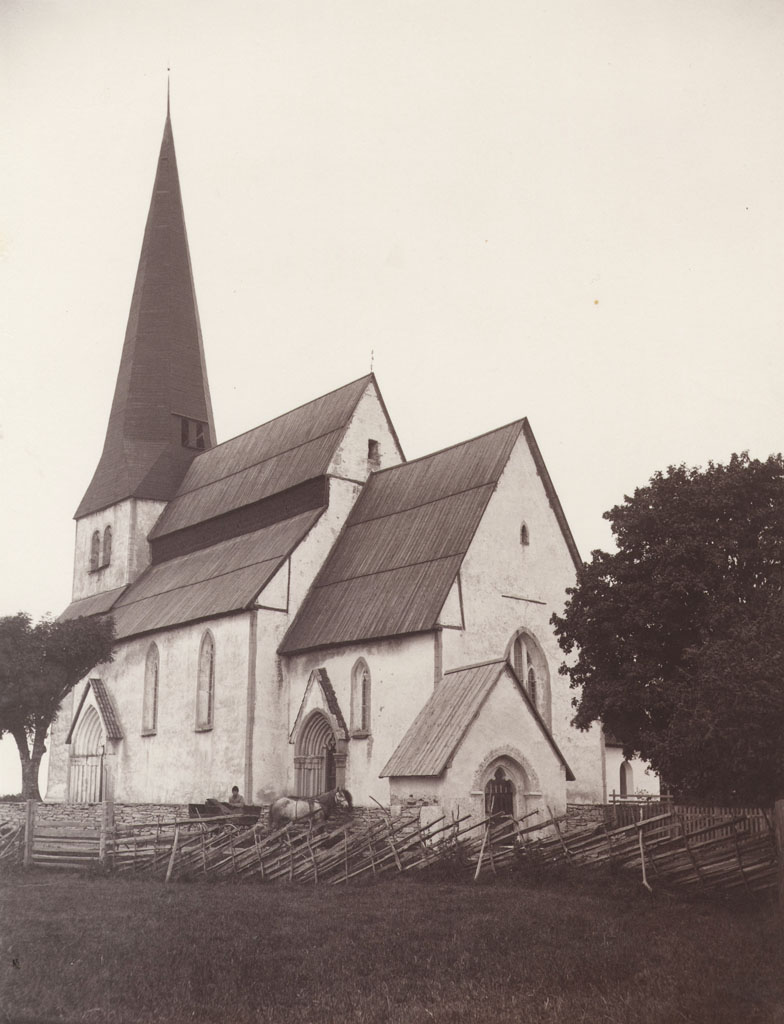
Närs kyrka på 1890-talet.
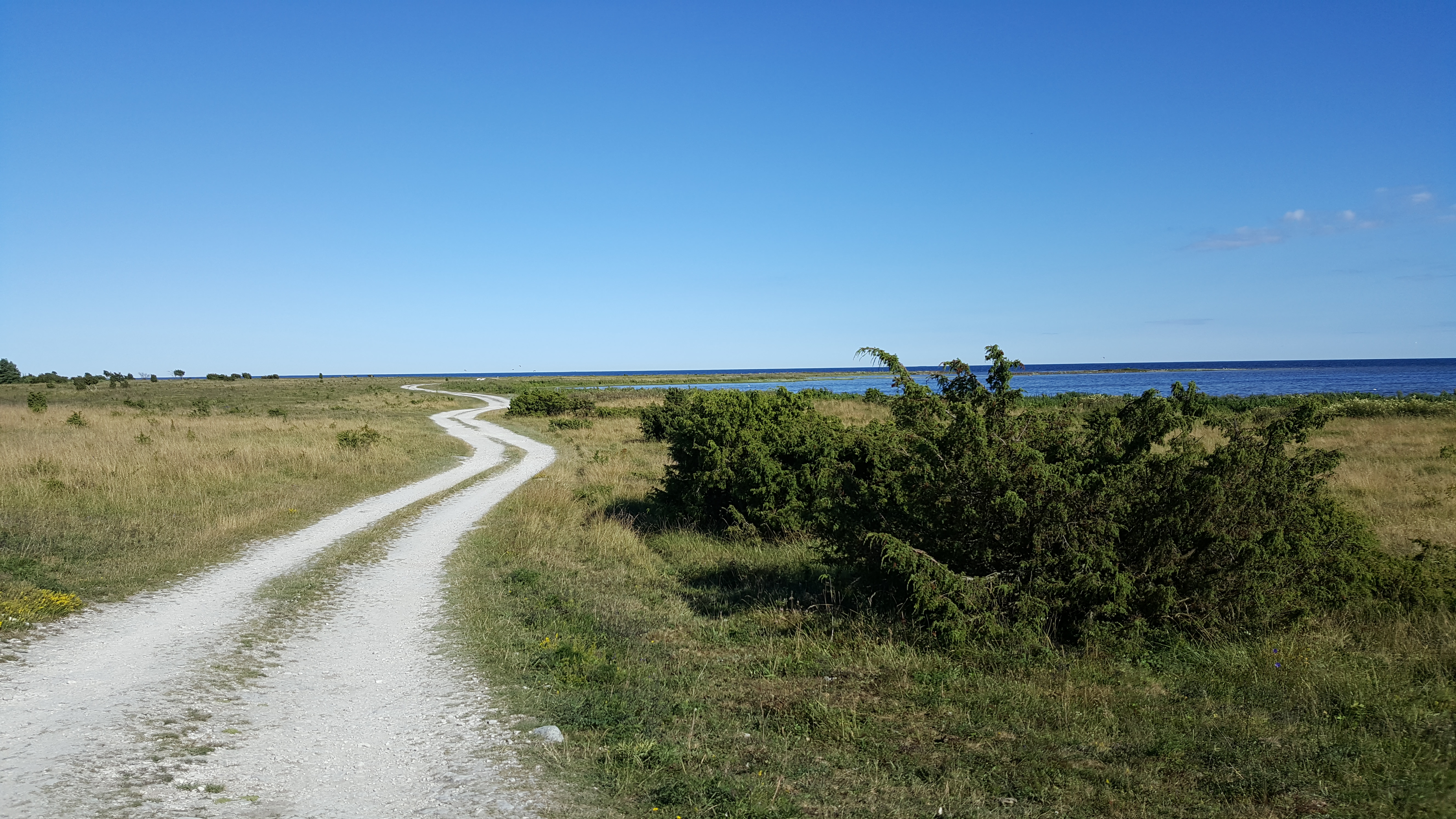
Väg på Närsholmen.